# تسوتکه
تسوتکه (به صربی: Cvetke) یک منطقهٔ مسکونی در صربستان است که در کرالیفو واقع شده‌است. تسوتکه ۱٬۰۷۰ نفر جمعیت دارد.